# Polnisch-Sowjetischer Evakuierungsvertrag
Der Polnisch-Sowjetische Evakuierungsvertrag war ein völkerrechtlicher Vertrag zwischen der Republik Polen und der Sowjetunion über einen „Minderheitenaustausch“ in den 1939 von der Sowjetunion annektierten Ostgebieten Polens und damit zusammenhängende Staatsbürgerschaftsfragen. Er wurde am 6. Juli 1945 unterzeichnet.

## Geschichte
Angesichts der sowjetischen Besetzung Ostpolens schienen die Gegensätze zwischen der Sowjetunion und der polnischen Exilregierung in London unüberbrückbar. Eine Woche nach Deutschlands Überfall auf die Sowjetunion unterzeichneten auf Druck der britischen Regierung am 30. Juli 1941 in London der polnische Ministerpräsident Władysław Sikorski und der sowjetische Botschafter in Großbritannien Iwan Maiski in Gegenwart des britischen Premierministers Winston Churchill und des britischen Außenministers Anthony Eden das Sikorski-Maiski-Abkommen.
Am 11. Januar 1944 gab die Sowjetunion eine Erklärung zur Restitution eines unabhängigen polnischen Staates innerhalb der Curzon-Linie ab. In der Konferenz von Jalta bestätigten Großbritannien und die USA die Curzon-Linie als künftige Ostgrenze Polens. Das Vertragswerk vom 6. Juli 1945 bestätigte im Wesentlichen die Evakuierungsverträge des Polnischen Komitees der Nationalen Befreiung mit der Weißrussischen, Litauischen und Ukrainischen SSR vom 9. September 1944. Vom völkerrechtlichen Status besaß der Evakuierungsvertrag große Bedeutung, da er von der international anerkannten polnischen Regierung unterzeichnet worden war. Die USA und Großbritannien hatten einen Tag zuvor, am 5. Juli 1945, der polnischen Exilregierung in London die völkerrechtliche Anerkennung entzogen. Als besondere Geste des Wohlwollens gegenüber der kommunistisch dominierten polnischen Regierung beabsichtigten die USA deren Anerkennung am 4. Juli, dem Unabhängigkeitstag der USA, bekanntzugeben. Jan Ciechanowski, der polnische Botschafter der Exilregierung, konnte diesen für seine Regierung peinlichen Akt abschwächen, indem er seine Verschiebung auf den darauffolgenden Tag erreichte.
Der Evakuierungsvertrag wurde durch den 1. Polnisch-Sowjetischer Grenzvertrag am 16. August 1945 und den 2. Polnisch-Sowjetischer Grenzvertrag vom 15. Februar 1951 erneut bestätigt. Da er unmittelbar vor der Potsdamer Konferenz geschlossen wurde, war die Grenzregelung zwischen Polen und der Sowjetunion bereits abgeschlossen und nicht mehr Gegenstand der Potsdamer Nachkriegsregelung. Polen forderte nun Ausgleich für die Zwangsumsiedlung von Polen aus den ehemaligen polnischen Ostgebieten 1944–1946, in die es hatte einwilligen müssen. Der Vertrag war daher die Grundlage für eine territoriale Kompensation Polens mit den deutschen Ostgebieten und gleichzeitig der Beginn eines homogenen ethnischen Polentums in der Volksrepublik Polen.

## Inhalt
In diesem Vertragswerk verzichtet Volksrepublik Polen auf ihre Besitzungen östlich der Curzon-Linie zugunsten der Sowjetunion. Gleichzeitig räumte diese Seite allen in der UdSSR lebenden Personen polnischer oder jüdischer Volkszugehörigkeit das Recht ein, die russische Staatsangehörigkeit aufzugeben und nach Polen auszureisen. Ebenso erhielten die in Polen lebenden Personen russischer, ukrainischer, weißrussischer, ruthenischer und litauischer Volkszugehörigkeit das Recht, die polnische Staatsangehörigkeit abzulegen und in die UdSSR überzusiedeln.